# Satevó
Satevó là một đô thị thuộc bang Chihuahua, México. Năm 2005, dân số của đô thị này là 3856 người.